# Ca Tell
Ca Tell és una obra neoclàssica de Valls (Alt Camp) protegida com a Bé Cultural d'Interès Local.

## Descripció
Edifici amb baixos i tres plantes, és entre mitgeres. La porta d'entrada té un magnífic arc rebaixat de pedra en la clau de la qua hi ha un escut.
A la primera planta hi ha dos balcons i una tribuna que és postiza moderna i fora de lloc, hi ha tres balcons en el primer pis, aquestos de menys volada que els anteriors, un voladís amb una mollura molt maca i ben conservada. La darrera planta h iha tres finestres, encara que la del mig té un rectagle igual que una porta balconera.
La façana és interessant. en els dintell d'alguns balcons hi ha esgrafiats amb dibuixos senzills; a més, en tota la fatxada hi ha rectangles que imiten carreus de pedra.